# Тингол
Тингол (синд. Thingol), Эльвэ (кв. Elwë), Элу (синд. Elu) — персонаж из произведений легендариума Дж. Р. Р. Толкина. Брат Ольвэ. Правитель Дориата, король синдар — всех эльдар Белерианда. Престол Тингола располагался в подгорном дворце Менегрот.

## Вымышленная биография

### Происхождение и основание Дориата
Эльвэ был одним из вождей эльфов, отправившихся (вместе с братом Ольвэ) во главе эльфийского рода тэлери на запад от берегов озера Куивиэнен по призыву Вала Оромэ.
Остановившись со своим народом в Восточном Белерианде, Эльвэ услышал в лесу Нан Эльмот пение Майа Мелиан, и сердце его переполнилось изумлением и любовью. Об их встрече в «Сильмариллионе» сказано:
Она не сказала ни слова, но, переполненный любовью, Эльвэ подошёл к ней и взял её за руку, и тотчас же какие-то чары овладели им. Так стояли Эльвэ и Мелиан, а вращающийся над ними звёздный небосвод отсчитывал долгие годы. И деревья Нан Эльмота стали выше и темнее, прежде чем Мелиан и Эльвэ произнесли хоть одно слово.
Тем временем народ Эльвэ продолжал искать своего короля в лесах и остался в Средиземье, не завершив свой поход на запад. Некоторое время спустя Ольвэ увёл часть тэлери в Аман и стал править ими там.
Когда же Эльвэ очнулся от долгого забытья, он покинул Нан Эльмот вместе с Мелиан, и они стали супругами и поселились в лесах в самом сердце Белерианда. Хоть и велико было прежде желание Эльвэ увидеть вновь свет Дерев, но теперь в лице Мелиан сиял для него свет Амана, и в том сиянии нашёл он для себя отраду. Радостно встретил Эльвэ его народ, и изумлялись они: он и раньше был прекрасен и величав, а теперь предстал их взорам словно владыка из рода Майар: ростом превосходил он всех Детей Илуватара, тёмным серебром отливали его кудри, и высокий жребий уготовила ему судьба. В лесах Региона и Нельдорета Тингол основал королевство Эгладор.

### Правление в Белерианде до прихода Моргота
Тингол и Мелиан совместно правили в Белерианде своим народом, известным как синдар — Серые эльфы, эльфы Сумерек; его же именовали Элу Тингол — Король Серый Плащ. Под властью Тингола и Мелиан стали они со временем искуснейшим и умнейшим народом Средиземья. Тингола признавали владыкой и мореходы Кирдана Корабела, и эльфы Белерианда, и охотники, жившие в Синих горах за Гелионом.
В конце первого века заточения Мелькора у Мелиан и Тингола родилась их единственная дочь Лутиэн, впоследствии ставшая супругой Берена. Позднее Элу приютил Турина, родича Берена, а позже и его мать и сестру Ниэнор. Диор, сын Берена и Лутиэн, после смерти Тингола и ухода Мелиан правил в Дориате.
На втором веку пленения Мелькора в Белерианд через Синие горы пришли первые гномы. Синдар прозвали их Наугрим, Низкорослым Народом; иногда их ещё называли Гонхиррим, Повелителями Камня. В отрогах Синих гор гномы создали прекрасные подземные города Габилгатхол и Тумунзахар. Эльфы назвали Габилгатхол Белегостом, Великим Городом, а Тумунзахар — Ногродом, Пещерами Храбрых.
На исходе второго века заточения Мелькора Мелиан, владевшая даром провидения. предупредила Эльвэ о скором окончании мирных лет. Гномы Белегоста помогли Тинголу построить неприступный подземный город Менегрот («Тысяча пещер»), получив в награду жемчуг, которого гномы не знали до той поры. Сам Тингол получал жемчуг от Кирдана Корабела — возле острова Балар были прекрасные жемчужные отмели.
На третьем веку заточения Мелькора гномы сообщили Тинголу о том, что оставшиеся на севере Белерианда со времён Первой Битвы Валар с Мелькором корни зла начали давать свои всходы — к востоку от Синих гор появились волки, оборотни в обличии волков и прочая нечисть, в том числе орки, разнюхивавшие пути в ожидании своего хозяина.
Сородичи синдар — эльфы нандор — начали покидать равнины и искать укрытия в горах. Их вождь Дэнетор, прослышав о мощи и величии Тингола, собрал свой народ и повёл его в Белерианд. Синдар с радостью встретили родичей и отвели им для жительства изобильные земли Оссирианда (Семиречья). Поселившись здесь, они стали известны как «лаиквенди» («Зелёные эльфы»).
Тингол был вынужден вновь обратиться к гномам за помощью в производстве оружия. Вскоре синдар также научились кузнечному делу, но никому не суждено было превзойти кузнецов Белегоста в искусстве плетения кольчуг и изготовлении доспехов. Вооружившись, синдар изгнали со своих земель всякую нечисть. В арсеналах Тингола было запасено большое количество копий, мечей, топоров, доспехов. В скором времени всё это пригодилось Тинголу.
За почти пятьдесят человеческих лет до первого восхода Солнца во владениях Короля Тингола объявилась паучиха Унголиант, бежавшая с севера после схватки с Морготом. Чары Мелиан не допустили её в Нелдорет, и страшная тварь поселилась в ущельях южных склонов Дортониона. С тех пор здешние горы получили название Эред Горгорот, горы Ужаса.

### Первая битва Войн Белерианда

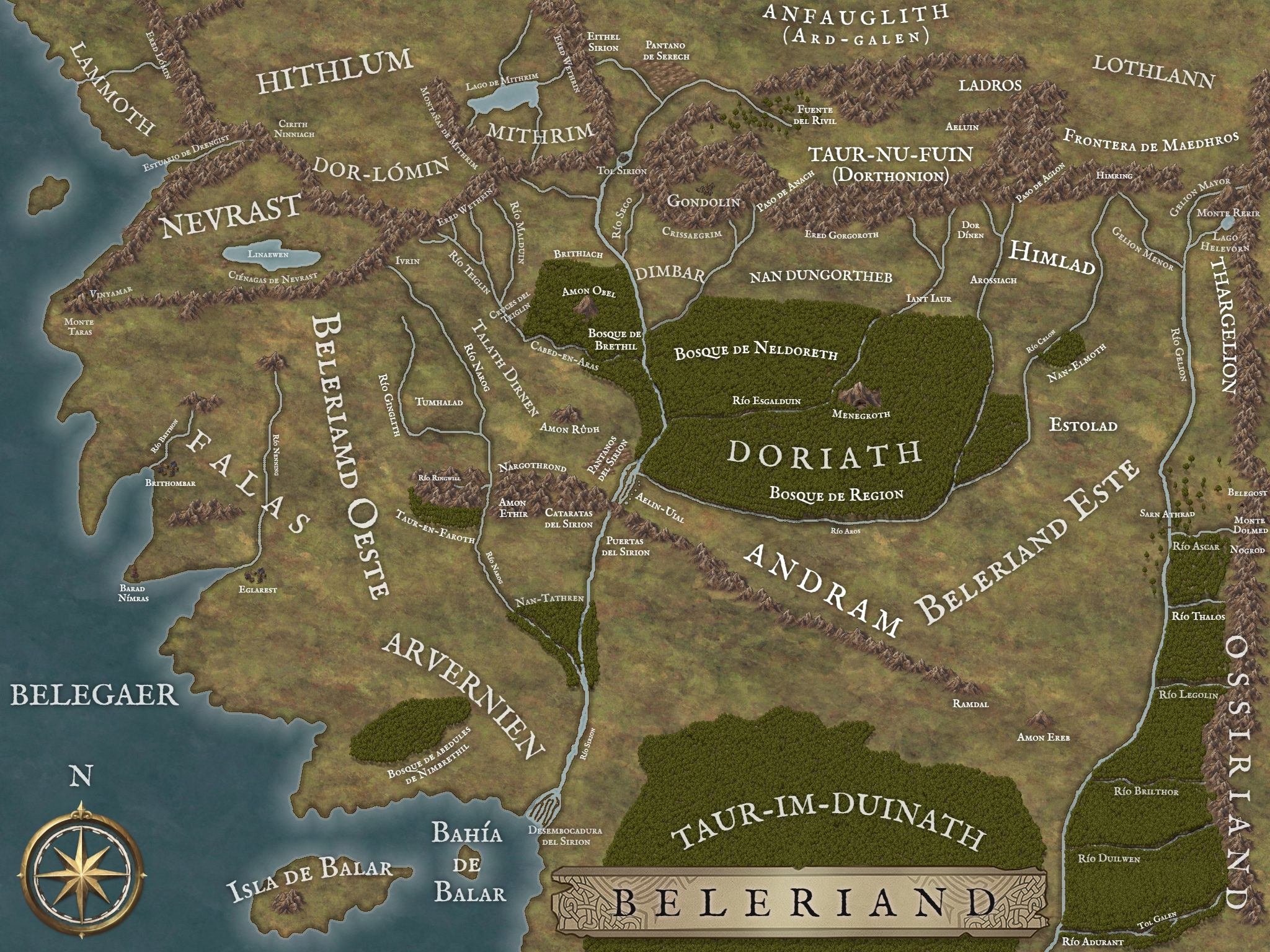
Карта Белерианда

Вернувшись в Средиземье после похищения Сильмариллов, Моргот вновь собрал под своё владычество всех своих слуг, заново отстроил свою цитадель, а над вратами воздвиг тройной пик скалы Тангородрим. Там собрались неисчислимые рати его чудовищ и демонов, а в недрах земли плодилось и размножалось гнусное племя орков, которых Тёмный Владыка наделил дикой жаждой к разрушению и убийству. С возвращением Моргота тёмная тень пала на Белерианд. От врат цитадели Тёмного Владыки до Менегрота — подземного города Тингола — было всего лишь сто пятьдесят лиг.
В 1497 году Древ полчища орков из Ангбанда неожиданно вторглись в пределы Белерианда. В обширном королевстве Тингола эльфы в ту пору селились в лесах и долинах обособленно, небольшими общинами и родами. Только возле Менегрота и в краю мореходов обитали многочисленные общины. Орки обошли Менегрот с двух сторон и отрезали его от Эглареста — города Кирдана Корабела на побережье Фаласа в Западном Белерианде. Гавани были осаждены орками. Тингол отправил гонцов к Дэнетору, и вскоре от него пришёл большой вооружённый отряд. Он принял бой с войском орков. Восточная орда была окружена и разбита на полпути между Аросом и Гелионом. Немногие уцелевшие орки бежали на север и там погибли под топорами гномов. Правда, эльфы тоже понесли серьёзные потери. Воины Дэнетора уступали оркам в вооружении, и сам он пал, не дождавшись подхода основных сил Короля Тингола, жестоко отомстившего за его гибель. Тингол в поединке убил вождя орков Болдога. Впоследствии многие нандор смешались с народом Тингола.
Возвратившись после победы в Менегрот, Тингол узнал о тяжёлом поражении на западе, где отряды Кирдана были разбиты и оттеснены к самому побережью. Тингол призвал к себе всех свободных эльфов. После Первой Битвы Белерианда Дориат («Ограждённое Королевство») был защищён магическим Поясом Мелиан — непроницаемой чародейской стеной, через которую ни одно разумное живое существо не могло проникнуть, если на то не было воли Тингола. На остальных территориях Средиземья хозяйничали орки.

### Взаимоотношения с изгнанниками нолдор
Король Тингол не был рад неожиданному появлению в Средиземье многочисленных и сильных сородичей-нолдор, начавших осаду Ангбанда. Он не открыл свои владения перед прибывшими, и Пояс Мелиан продолжал укрывать земли Дориата от чужих глаз. Как и Мелиан, Тингол не верил, что Врага удастся долго удерживать в Ангбанде. Приглашение посетить Дориат получили лишь дети Финарфина — ведь их матерью была Эарвен из Алквалондэ, дочь Олвэ, племянница Тингола.
Финрод, гостивший в Дориате, восхищался мощью и величием Менегрота, его мраморными залами, сокровищницами и арсеналами. Он решил и себе построить такие же подземные владения в каком-нибудь тайном месте под горами. Финрод поделился с Тинголом своими замыслами, и тот поведал ему о пещерах, скрытых в глубоком ущелье на правом берегу реки Нарог, и дал ему проводников, знавших дорогу к тайному месту. Так обосновался Финрод в пещерах Нарога и сразу начал строить глубокие залы, галереи и арсеналы, подобные восхитившим его в Менегроте. Глубоко в недрах гор скрылась крепость Финрода, получившая имя Нарготронд.
Чаще всех бывала в Дориате Галадриэль. Живя рядом с Мелиан, Галадриэль постепенно перенимала от высокой Майа могущественные знания и глубокую мудрость. Именно от неё Мелиан через многие годы после появления нолдор в Средиземье впервые узнала о том, что главной целью нолдор была месть Морготу. Поведала она о хищении Сильмариллов и об убийстве в Форменосе Короля Финвэ, но даже она ни словом не обмолвилась ни о Клятве Феанора, ни о братоубийственной стычке в Альквалондэ, ни о сожжении кораблей в Лосгаре. Когда Тингол всё же услышал от детей Финарфина всю правду о произошедшем и о той роли, которую сыграли в исходе нолдор Феанор и его сыновья, он повелел: «Отныне да не услышат уши мои наречия тех, кто пролил кровь наших братьев в Альквалондэ. Покуда я правитель этого края, не звучать ему в моих землях! Каждый, кто заговорит на нём, каждый, кто ответит на нём, будет причислен к убийцам и предателям». Синдар выслушали приказ своего Короля, и в тот же день язык нолдор перестал звучать во всём Белерианде. Скоро и сами нолдор привыкли общаться между собой на синдарине, а высоким наречием Запада пользовались теперь только князья нолдор.

### Гибель Тингола
Когда Берен попросил у Тингола руки его дочери Лутиэн, тот потребовал в качестве условия принести ему Сильмарилл. Возлюбленные смогли похитить один из Сильмариллов из железной короны Моргота. Огромный волк Кархарот, слуга Моргота, проглотил драгоценный камень, откусив руку Берена. Тингол, Берен и Маблунг отправились на охоту на Кархарота, убили зверя и заполучили камень, но ценой жизни Берена, который лишь по заступничеству своей жены Лутиэн и особому благоволению Валар был воскрешён из мёртвых — единственным из всех смертных Средиземья.
Когда Хурин, отец Турина, в награду за заботу о своей семье отдал Тинголу Наугламир, тот попросил наугрим вправить в него Сильмарилл, добытый Береном и Лутиэн. Однако гномы впали в искушение завладеть как древней святыней гномов, так и Камнем Феанора, и, выполнив заказ, отказались отдавать ожерелье Тинголу, мотивируя это тем, что Тингол никакого права на Наугламир не имел и иметь не может.
Распознав их истинные мотивы, Тингол в весьма резких словах обличил коварство гномов и приказал им убираться из Дориата без всякой платы. Отказ платить и насмешки Тингола разъярили гномов, те напали на короля и убили его, после чего, прихватив Наугламир с Сильмариллом, бежали из Дориата.
Тингол был отмщён Береном и Диором, которые разгромили войско гномов и вернули Наугламир. Ожерелье с Камнем хранилось у него и Лутиэн до самой их смерти, а после было передано их сыну — Диору.